# Estadis de futbol a Israel
Estadis de futbol a Israel: Aquesta és una llista d'estadis de futbol a Israel, ordenats per capacitat d'espectadors.

## Estadis
| #   | Imatge | Estadi                      | Capacitat | Club(s)                                        |
| --- | ------ | --------------------------- | --------- | ---------------------------------------------- |
| 1.  |        | Estadi Teddy Kollek         | 31,733    | Beitar Jerusalem, Hapoel Jerusalem             |
| 2.  |        | Estadi Sammy Ofer           | 31,858    | Hapoel Haifa, Maccabi Haifa                    |
| 3.  |        | Estadi Bloomfield           | 29,400    | Bnei Yehuda, Hapoel Tel Aviv, Maccabi Tel Aviv |
| 4.  |        | Estadi Netanya              | 13,610    | Maccabi Netanya                                |
| 5.  |        | Estadi Ramat Gan            | 13,370    | Selecció de futbol d'Israel                    |
| 6.  |        | Estadi HaMoshava            | 11,500    | Hapoel Petah Tikva, Maccabi Petah Tikva        |
| 7.  |        | Estadi Doha                 | 8,500     | Ahva Arraba, Bnei Sakhnin                      |
| 8.  |        | Estadi Herzliya             | 8,100     | Hapoel Herzliya, Maccabi Herzliya              |
| 9.  |        | Winter Stadium              | 8,000     | Hakoah Ramat Gan, Hapoel Ramat Gan             |
| 10. |        | Estadi Yud-Alef             | 7,800     | FC Ashdod                                      |
| 11. |        | Estadi Haberfeld            | 6,000     | Hapoel Rishon LeZion                           |
| 12. |        | Estadi Levita               | 5,800     | Beitar Kfar Saba, Hapoel Kfar Saba             |
| 13. |        | Estadi Sala                 | 5,250     | Hapoel Ashkelon                                |
| 14. |        | Estadi Municipal d'Acre     | 5,000     | Hapoel Acre                                    |
| 15. |        | Estadi de Futbol Tiberíades | 5,000     | Ironi Tiberias FC                              |
| 16. |        | Estadi Hatikva Neighborhood | 4,020     | Beitar Tel Aviv                                |